# Селец (Красногорский район)
Селец — деревня в Красногорском районе Брянской области России. Входит в состав Красногорского городского поселения.

## География
Деревня находится в западной части Брянской области, в зоне хвойно-широколиственных лесов, в пределах восточной окраины Полесской низменности, на берегах реки Полонки, при автодороге 15К-1502, на расстоянии примерно 5 километров (по прямой) к юго-востоку от посёлка городского типа Красная Гора, административного центра района. Абсолютная высота — 150 метров над уровнем моря.

### Климат
Климат характеризуется как умеренно континентальный. Среднегодовая многолетняя температура воздуха составляет 10 °С. Средняя температура воздуха самого тёплого месяца (июля) — 23,9 °C (абсолютный максимум — 32 °C); самого холодного (января) — −3,8 °C (абсолютный минимум — −25 °C). Безморозный период длится в среднем 170—190 дней. Среднегодовое количество атмосферных осадков составляет 550—600 мм.

### Часовой пояс
Деревня Селец, как и вся Брянская область, находится в часовой зоне МСК (московское время). Смещение применяемого времени относительно UTC составляет +3:00.

## Население
| 2010 | 2013 |
| ---- | ---- |
| 203  | ↘190 |

### Национальный состав
Согласно результатам переписи 2002 года, в национальной структуре населения русские составляли 100 % из 263 чел.